# Annonsbladet (Stockholm)
Annonsbladet var en dagstidning utgiven i Stockholm från den 16 april 1869  till den 30 oktober samma år.
Tidningens utgivare var grosshandlaren Victor Svahn, som den 25 mars 1869 fick utgivningsbeviset för tidningen. Textavdelningen redigerades av Johan August Berggren. I sista numret av tidningen meddelades att tidningen upphör och från och med följande månad sammansmälter med Jernvägs- och Ångbåtstidning.
Annonsbladet trycktes i Associationstryckeriet med antikva som typsnitt. Det gavs ut varje lördag med 4 sidor i folioformat. Arken hade 4 spalter på ytan 41 x 28,4 cm omväxlande med 5 spalter på större ytan 58 x 42,7cm. Tidningen var gratistidning.

## Nya Annonsbladet
Nya Annonsbladet var ett annonsblad som utdelas gratis i Stockholm. Det gavs ut från 6 november 1869  till den 27 november samma år. Tidningen trycktes i Associationstryckeriet. med antikva. Blott 4 nr av bladet kom ut. Utgivare var handlanden C. Th. Gültzau, som fick utgivningsbevis den 2 november 1869,  och i tidningens första nummer uppgav, att den skulle utges efter samma plan och syfte, som det den 30 november 1869 nedlagda Annonsbladet (se ovan) och är sålunda  en fortsättning av detta annonsblad. Tidningen hade 4 sidor och kom ut en gång i veckan i folioformat med 4 spalter på satsytan 41 x 28,2 cm.